# Comuna Luica, Călărași
Luica (în trecut, și Luica-Cotroceni) este o comună în județul Călărași, Muntenia, România, formată din satele Luica (reședința) și Valea Stânii.

## Așezare
Comuna se află în partea central-vestică a județului, pe râul Luica. Este traversată de șoseaua județeană DJ403, care o leagă spre sud-vest de Șoldanu (unde se intersectează cu DN4) și Radovanu, și spre est de Mânăstirea (unde se termină în DN31). Din DJ403, la Luica se ramifică șoseaua județeană DJ402, care duce spre nord la Nana, Sărulești și Fundulea (unde are acces la autostrada A2 și se termină în DN3).

## Demografie
Componența etnică a comunei Luica
     Români (81,2%)
     Romi (12,7%)
     Alte etnii (6,1%)
Componența confesională a comunei Luica
     Ortodocși (93,55%)
     Alte religii (0,15%)
     Necunoscută (6,3%)
Conform recensământului efectuat în 2021, populația comunei Luica se ridică la 2.032 de locuitori, în scădere față de recensământul anterior din 2011, când fuseseră înregistrați 2.272 de locuitori. Majoritatea locuitorilor sunt români (81,2%), cu o minoritate de romi (12,7%). Din punct de vedere confesional, majoritatea locuitorilor sunt ortodocși (93,55%), iar pentru 6,3% nu se cunoaște apartenența confesională.

## Politică și administrație
Comuna Luica este administrată de un primar și un consiliu local compus din 11 consilieri. Primarul, Ion Dobrin[*], de la Partidul Național Liberal, este în funcție din 2000. Începând cu alegerile locale din 2024, consiliul local are următoarea componență pe partide politice:
|  | Partid                          | Consilieri | Componența Consiliului | Componența Consiliului | Componența Consiliului | Componența Consiliului | Componența Consiliului | Componența Consiliului | Componența Consiliului |
|  | ------------------------------- | ---------- | ---------------------- | ---------------------- | ---------------------- | ---------------------- | ---------------------- | ---------------------- | ---------------------- |
|  | Partidul Național Liberal       | 7          |                        |                        |                        |                        |                        |                        |                        |
|  | Partidul Social Democrat        | 3          |                        |                        |                        |                        |                        |                        |                        |
|  | Alianța pentru Unirea Românilor | 1          |                        |                        |                        |                        |                        |                        |                        |

## Istorie
La sfârșitul secolului al XIX-lea, comuna făcea parte din plasa Negoești a județului Ilfov, având o populație de 975 de locuitori. În comună funcționau o biserică și o școală mixtă cu 27 de elevi (dintre care 8 fete).
Anuarul Socec din 1925 consemnează comuna în plasa Budești a aceluiași județ, având 2500 de locuitori și compoziția actuală (satele Luica și Valea Stânei).
În 1950, comuna a trecut în administrarea raionului Oltenița din regiunea București. Ea a revenit la județul Ilfov (reînființat) în 1968. În 1981, o reorganizare administrativă regională a dus la transferarea comunei la județul Călărași.

## Monumente istorice
Singurul obiectiv din comuna Luica inclus în lista monumentelor istorice din județul Călărași este situl arheologic de la „Sârbi”, un punct aflat pe terasa râului Rasa, și care conține urmele unei așezări din secolele al II-lea–I î.e.n.